# Kaori Kawamura
Kaori Kawamura (川村 カオリ Kawamura Kaori?, Moscú, 23 de enero de 1971 – Tokio, 28 de julio de 2009) fue una cantante de rock-pop japonesa. 

## Biografía
Su padre fue un expatriado japonésde la Unión Soviética, mientras que su madre era de origen ruso. La familia se trasladó a Japón cuando ella tenía once años. Acosada en la escuela primaria y secundaria, intentó suicidarse en múltiples ocasiones. Una vez, cuando era una niña de primaria, se rompió ambos huesos del brazo sola, con la intención de faltar a la escuela. Usó esto como un trampolín para ingresar a la industria de la música.

## Carrera
Grabó su primer single, "Zoo", a los 17 años en 1988. En 1990 tuvo un gran éxito con "Kamisama ga Oritekuru Yoru" y, al siguiente año, grabó "Tsubasa wo Kudasai." Ese año hizo la primera de varias apariciones en el cine en "Tokyo Kyujitsu". Desde mediados de la década de los 90, dividió su tiempo entre Nueva York y Japón, y se involucró en la escena de los clubes a finales de la década de los 90. Se casó con el guitarrista de SOBUT, Motoaki, en 1999 y tuvo una hija en 2001, pero pronto se separaron y se divorciaron definitivamente en 2007.

## Enfermedad y muerte
En 2004, se le diagnosticó un cáncer de pecho, lo que le convirtió en una gran activista a favor de las enfermas del cáncer. En octubre de 2008, escribió en su blog que el cáncer había regresado y se había extendido a los huesos y pulmones. Ese año tuvo una apretada agenda, realizando conciertos, publicando un libro y lanzando "K", su primer álbum original en 13 años. Moriría el 28 de julio de 2009, a los 38 años.

## Discografía
- Zoo (1988)
- Campfire (1989)
- Hippies (1990)
- Church (1991)
- Weed (1992)
- Beata (1995)
- Banbita (1996)
- Kaori Kawamura Best Collection (2008)
- K (2009)
- Message: Last Live 2009.05.05 (2010)